# Айиртауський сільський округ
Айирта́уський сільський округ (каз. Айыртау ауылдық округі, рос. Айыртауский сельский округ) — адміністративна одиниця у складі Уланського району Східноказахстанської області Казахстану. Адміністративний центр — село Айиртау.
Населення — 2332 особи (2021; 2520 у 2009, 3187 у 1999, 4329 у 1989).
Станом на 1989 рік існувала Канайська сільська рада (села Завидне, Нова Канайка) з центром у селі Завидне.

## Склад
До складу округу входять такі населені пункти:
| Населений пункт    | Старі назви | Населення, осіб (1989) | Населення, осіб (1999) | Населення, осіб (2009) | Населення, осіб (2021) |
| ------------------ | ----------- | ---------------------- | ---------------------- | ---------------------- | ---------------------- |
| Айиртау, село      | Завидне     | 3760                   | 2352                   | 1791                   | 1769                   |
| --Сартимбет, село  | -           | -                      | -                      | 27                     | 12                     |
| --Тукул, село      | -           | -                      | -                      | 17                     | 10                     |
| --Узинбулак, село  | -           | -                      | -                      | 58                     | 5                      |
| Нова Канайка, село | -           | 569                    | 835                    | 657                    | 536                    |